# Station Kurtzenhouse
Station Kurtzenhouse is een spoorwegstation in de Franse gemeente Kurtzenhouse.

## Treindienst
| Serie      | Treinsoort | Route                                                    | Bijzonderheden |
| ---------- | ---------- | -------------------------------------------------------- | -------------- |
| TER 830500 | TER (SNCF) | Strasbourg-Ville – Kurtzenhouse – Haguenau – Wissembourg |                |